# 태자소부
태자소부(太子少傅)는 고대 중국의 관직이다.

## 개요
전한 때 처음 설치되었고, 태자태부와 함께 황태자의 스승이 되어 교육을 담당하였다.
속관으로 태자솔갱령(太子率更令)·태자문대부(太子門大夫)·태자서자(太子庶子)·태자사인(太子舍人) 등이 있었다.

## 출전
- 반고, 《한서》 권19상 백관공경표 上
- 사마표, 《속한서》 백관지